# Tomo Milinović
Tomo Milinovic (en serbe : Томо Милиновић) est un révolutionnaire serbe, pendant le Premier soulèvement serbe contre l'Empire ottoman. 
Il était duc et conseiller de Karadorde Petrovic, ainsi que responsable de l'artillerie lors de la bataille de Deligrad.

## Biographie
Tomo Milinović naît à Morinj, dans les Bouches du Kotor, à l'époque sous la république de Venise (le Monténégro, au début du XXIe siècle). Il fait toutes ses études dans sa ville natale. Comme la plupart des hommes de la région, il devient marin pour aider sa famille et gagner sa vie.
Pendant plus de dix ans, il sert sur des navires marchands autour de l'Europe. Durant ces voyages, il économise assez d'argent pour s'installer à Trieste, où il devient marchand. Il peut ainsi aider financièrement la planification du Premier soulèvement serbe, grâce à ces relations avec des patriotes serbes, dont Dositej Obradović.

### Premier soulèvement serbe
Après la troisième occupation de Trieste par les Français, en 1809, le Soulèvement serbe devient de plus en plus important. Tomo Milinović décide, alors, de quitter Trieste avec sa famille, afin de rejoindre le soulèvement. 
Après son arrivée en Serbie, il devient conseiller de Karadorde (prince de Serbie) et aussi spécialiste d'artillerie, ayant l'expérience d'avoir navigué sur des navires marchands armés. Après que le traité de Bucarest fut signé, par les Russes et les Ottomans, peu d'armuriers russes sont restés en Serbie, sous les ordres de Karadore. Tomo Milinović s'est alors proposé pour les remplacer. En 1813, il crée deux canons de même taille, pesant chacun 35 kg, ce qui les rendirent très mobiles. Cette même année, il est envoyé défendre Deligrad, en tant que responsable d'artillerie, où l'armée serbe, constituée de 30 000 combattants, bat les 50 000 soldats de l'armée turque. Sous son commandement, l'artillerie fait un grand effort lors de cette bataille en positionnant correctement et en déplaçant souvent les canons, pour battre l'armée ennemie, non préparée à ce genre d'attaque. Cependant, la résistance est battue par l'Empire ottoman.

### Exil
Après l'échec du soulèvement, il retourne à Trieste, où il reste jusqu'en 1815. Le prince Karadorde lui recommande de s'exiler vers la ville d'Akkerman, dans l'Empire russe. Puis le 24 juillet 1817, le prince est assassiné.